# Густаво Москосо
Густаво Москосо (ісп. Gustavo Moscoso, нар. 10 серпня 1955, Токопілья) — чилійський футболіст, що грав на позиції нападника за «Універсідад Католіка», декілька мексиканських команд, а також національну збірну Чилі.

## Клубна кар'єра
У дорослому футболі дебютував 1975 року виступами за команду клубу «Універсідад Католіка», в якій провів вісім сезонів, взявши участь у 191 матчі чемпіонату. Більшість часу, проведеного у складі «Універсідад Католіка», був основним гравцем атакувальної ланки команди.
Своєю грою за цю команду привернув увагу представників тренерського штабу мексиканського клубу «Пуебла», до складу якого приєднався 1983 року. Відіграв за команду з Пуебли наступні шість сезонів своєї ігрової кар'єри. Граючи у складі «Пуебли» також здебільшого виходив на поле в основному складі команди.
Згодом продовжив виступати у Мексиці, протягом 1989—1990 років захищав кольори «Монаркас», а завершив професійну ігрову кар'єру у клубі «УАНЛ Тигрес», за команду якого виступав протягом 1991—1992 років.

## Виступи за збірну
1976 року дебютував в офіційних матчах у складі національної збірної Чилі.
У складі збірної був учасником чемпіонату світу 1982 року в Іспанії, де виходив на поле в усіх трьох іграх своєї команди на груповому етапі, який вона не подолала. У грі проти Німеччини (поразка 1:4) став автором єдиного гола чилійців.
Загалом протягом кар'єри у національній команді, яка тривала 7 років, провів у формі головної команди країни 21 матч, забивши 4 голи.